# سوزی اونیل
سوزی اونیل (به انگلیسی: Susie O'Neill) شناگر زن استرالیایی و قهرمان سابق شنا در مسابقات المپیک است. وی در دهه ۹۰ قهرمان سرشناس مسابقات شنای بین‌المللی بود. اونیل یکی از پر افتخارترین شناگران زن در سطح جهان است و سی و پنج مدال معتبر در این ورزش کسب کرده‌است. وی در سه المپیک حضور داشته که حاصل آن هشت مدال بوده‌است. دو بار در المپیک ۹۶ آتلانتا و ۲۰۰۰ سیدنی مدال طلای المپیک را نصیب خود کرده‌است.
المپیک سیدنی اوج قهرمانی وی بود به گونه‌ای که توانست یک مدال طلا و سه مدال نقره را به گردان آویزد.
سوزی اونیل در ۲ اوت ۱۹۷۳ در شهر مکای در ایالت کوئینزلند استرالیا به دنیا آمد. وی هم‌اکنون در شهر بریزبن این ایالت زندگی می‌کند.